# Silliman University

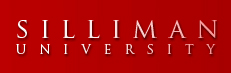
Schriftzug der Silliman University

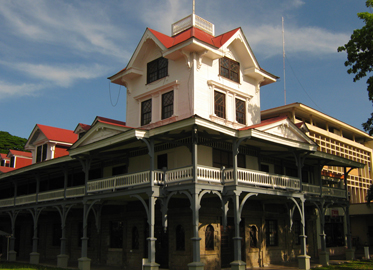
Das älteste Gebäude der Universität, die Silliman Hall

Die Silliman University liegt in Dumaguete City, Provinz Negros Oriental auf den Philippinen. Sie liegt an der Hibbard Avenue in Dumaguete City, nahe dem Stadtzentrum. Träger der Universität sind die presbyterianischen Kirchen auf den Philippinen. Es besuchen jährlich über 10000 Studenten aus 56 Ländern die Universität.

## Fakultäten
Die Silliman University beherbergt neunzehn verschiedene Fakultäten, die in Hochschul- und Fachschulbereiche sowie in der Berufsausbildung in Colleges, Institute und Schulen gegliedert sind. Diese sind unter anderem das College of Agriculture, das -Arts and Sciences, -Business Administration, -Computer Studies, -Education, -Engineering and Design, -Law, -Mass Communication, -Nursing, -Performing and Visual Arts, Divinity School, Graduate Programs, Institute of Clinical Laboratory Sciences, Institute of Rehabilitative Sciences, Medical School, School of Basic Education, School of Public Affairs & Governance.

## Geschichte
Die Geschichte der Universität begann 1898, als Arthur Carson, in seiner Funktion als dritter Silliman der presbyterianischen Kirchen in den USA, infolge des Spanisch-Amerikanischen Krieges und des darauf folgenden Philippinisch-Amerikanischen Krieges einen Weg suchte, die Ausbildung der Filipinos zu verbessern. Er fand einen Partner in dem Geschäftsmann Horace B. Silliman, um eine Bildungseinrichtung auf den Philippinen zu finanzieren. Beide überraschten den Vorstand der Kirchen mit dem Plan, auf den Philippinen aktiv zu werden, doch der Vorstand der Kirchen wandte ein, dass es wegen des Krieges noch zu früh sei. Silliman hatte jedoch Erfahrungen in der Gründung und Finanzierung von Ausbildungseinrichtungen in den USA, so zum Beispiel des Hampton Institute of Virginia, der heutigen Hampton University. Beide überzeugten den Vorstand der Kirche, eine Schule, angelehnt an das Hampton Modell, auf den Philippinen einzurichten. Der Vorstand beauftragte daraufhin David S. Hibbard, einen Standort für die Schule zu suchen. Er entschied sich für Dumaguete, da es auf Negros noch keine höhere Bildungseinrichtung gab. Am 28. August 1901 wurde daraufhin das Silliman Institute eröffnet. 1938 erhielt das Institut den Status einer Universität.

## Galerie

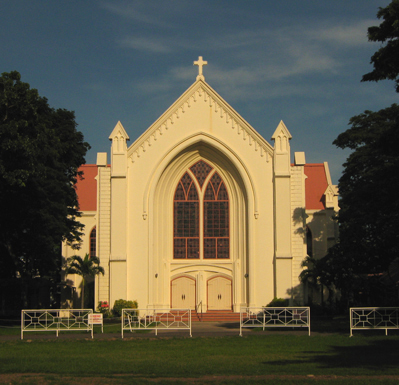
Silliman University Church
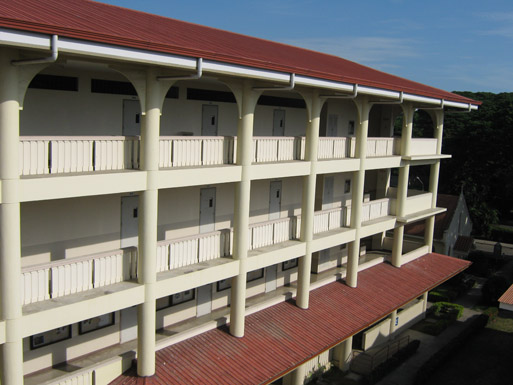
Luz Ausejo Hall
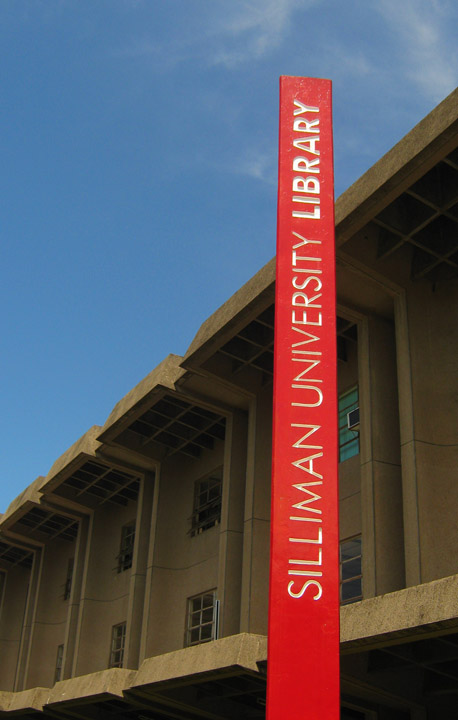
Bibliothek
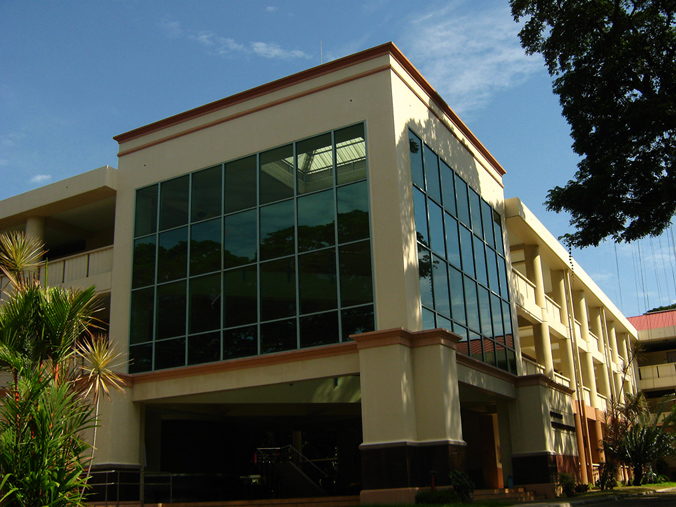
College of Business Administration
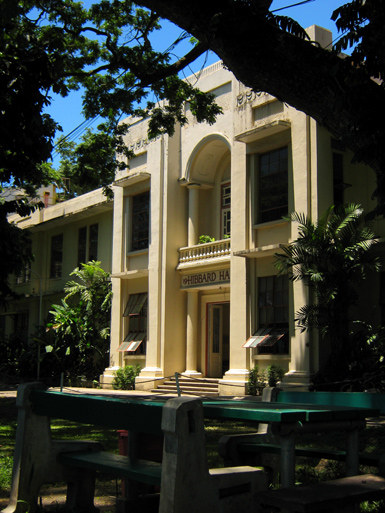
Hibbard Hall (1932)
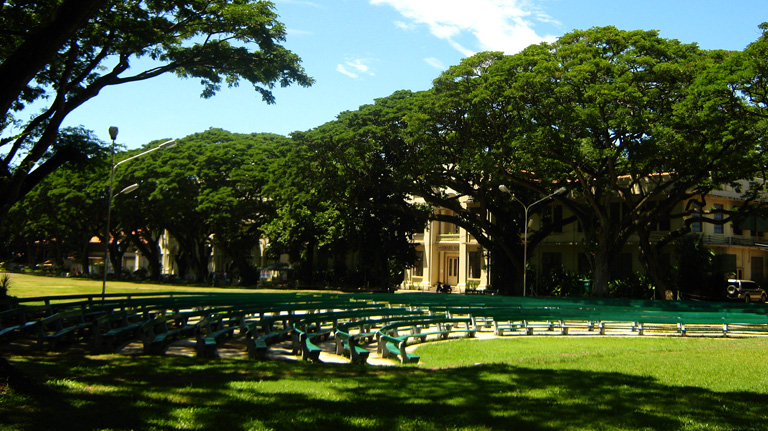
Amphitheater
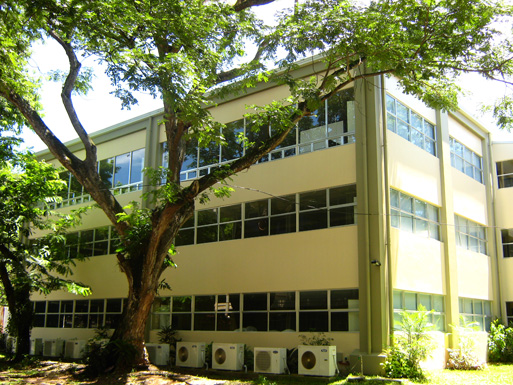
Mary M. Smith Hall
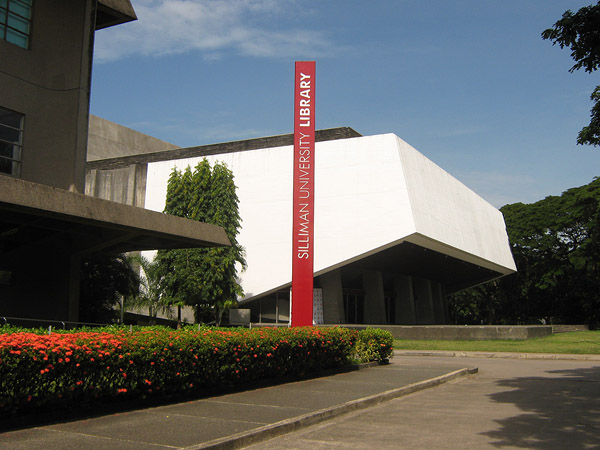
Claire Isabel McGill Luce Auditorium
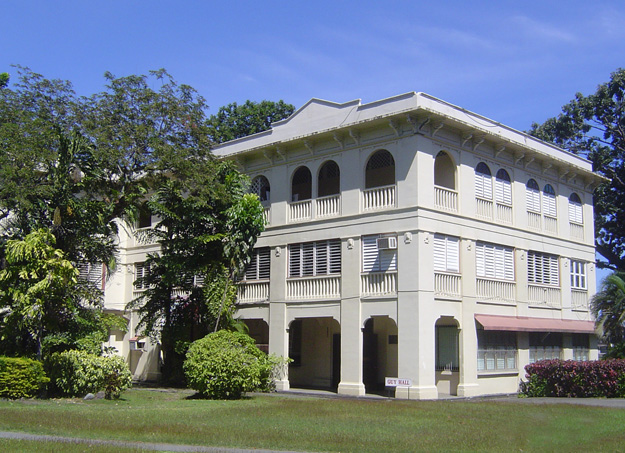
Die Guy Hall
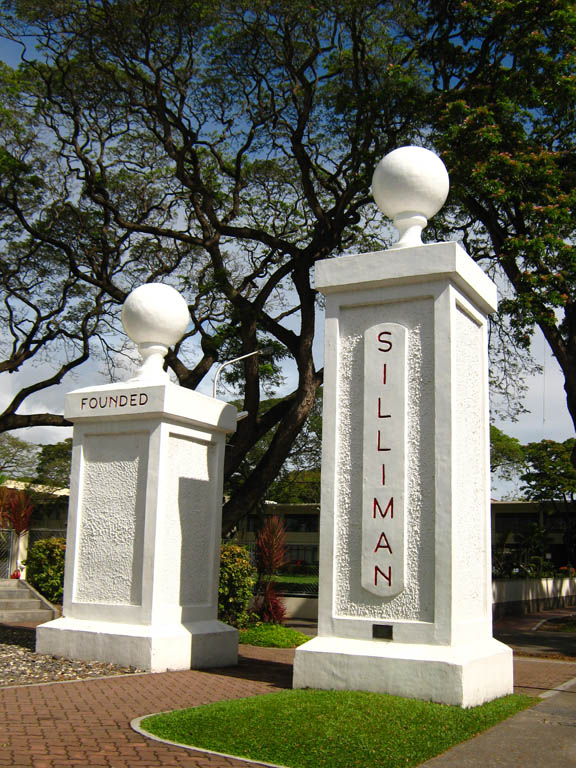
Das Tor zum Wissen
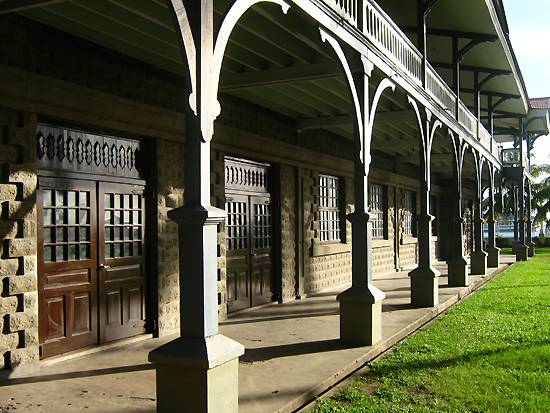
Anthropologisches Museum
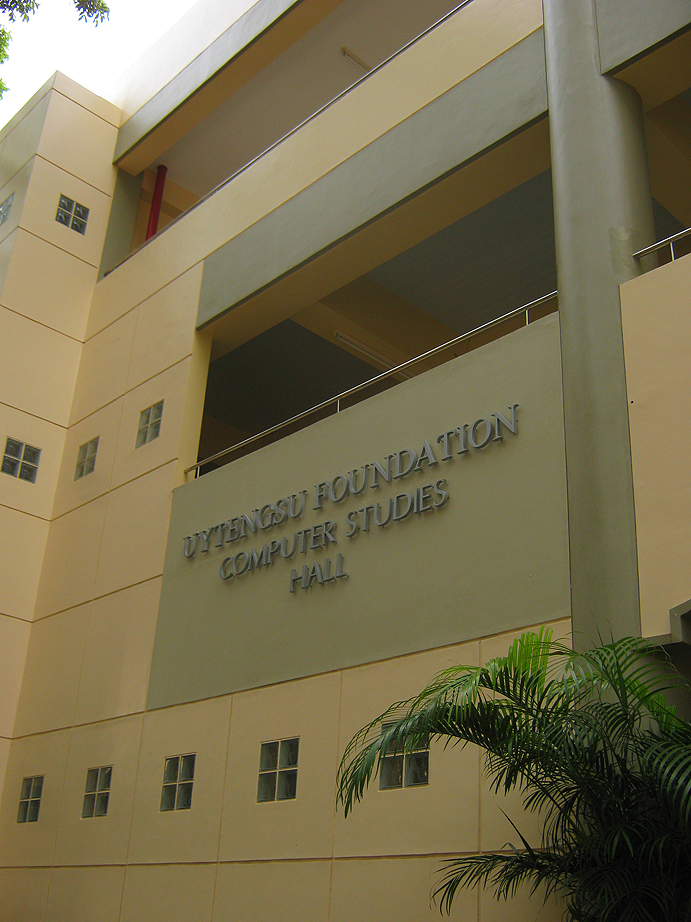
Uytengsu Computer Studies Hall
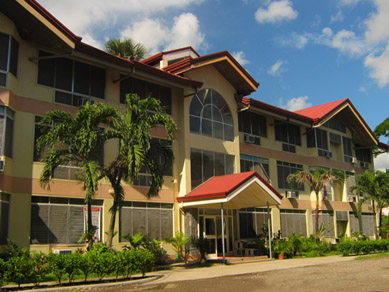
Die Vernon Hall
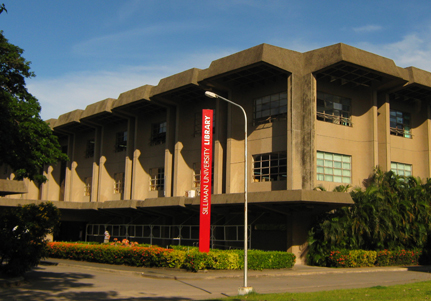
Robert B. and Metta J. Silliman Bibliothek